# Пярмякоски, Криста
Кри́ста Пярмякоски (фин. Krista Pärmäkoski; род. 12 декабря 1990, Икаалинен), до замужества — Ляхтеэнмя́ки (фин. Lähteenmäki) — финская лыжница, пятикратный призёр Олимпийских игр, семикратный призёр чемпионатов мира.

## Карьера
Дебютной гонкой в Кубке мира для Ляхтеэнмяки стала спринтерская гонка в родном Куусамо, которая прошла 29 ноября 2008 года. Спортсменка смогла пройти квалификацию, но выбыла уже в первом раунде, а в первой дистанционной гонке на 10 км стала 31-й. В своём первом сезоне Ляхтеэнмяки участвовала не во всех стартах, но на чемпионате Финляндии стала второй в гонке на 10 км классическим ходом, проиграв только Айно-Кайсе Сааринен. На чемпионате мира среди юниоров в 2008 году Криста выиграла серебряную медаль в гонке преследования. В этом же сезоне Ляхтеэнмяки участвовала на Чемпионате мира в чешском Либереце, где бежала только в гонке на 10 км и стала в ней 37-й.
Сезон 2009/10 оказался для финки более успешным — она выиграла золото на чемпионате мира среди юниоров в немецком Хиндерцартене и прошла отбор в сборную Финляндии на Олимпиаду. В Канаде финка принимала участие в двух гонках — в коньковой гонке на 10 км она была 52-й, а в марафоне она заняла 32-ю позицию.
Сезон 2010/11 в полной мере раскрыл талант юной финки — после того, как завершила карьеру Вирпи Куйтунен, Криста стала неотъемлемым участником финской эстафетной команды, а на Тур де Ски она стала лучшей финкой — заняла шестое место в общем зачете и смогла завоевать свой первый кубковый подиум — стала второй в преследовании в немецком Оберхофе. Ещё одним достижением Ляхтеэнмяки стало золото в десятикилометровой гонке на чемпионате мира среди юниоров.
На чемпионате мира 2011 года Криста принимала участие во всех видах программы и смогла завоевать две медали — серебро в командном спринте (вместе с Айно-Кайсой Сааринен) и бронзу в классической эстафете, где она бежала завершающий этап.
В 2017 году на Чемпионате мира по лыжным видам спорта, проходившем в Лахти, открыла медальный счет сборной Финляндии, завоевав первую серебряную медаль в скиатлоне.
Чемпионка Финляндии 2017 в гонке на 30 км.
На Олимпийских играх 2018 года Пярмякоски завоевала три медали. В первой же проводившейся среди женщин гонке — скиатлоне 7,5+7,5 км — сумела получить бронзу, уступив победительнице Шарлотте Калла из Швеции всего 10,1 секунды. Для неё эта медаль стала первой олимпийской наградой в личных соревнованиях. В шестой день соревнований Пярмякоски завоевала свою вторую на этой олимпиаде бронзовую медаль, поделив третье место в гонках на 10 км свободным стилем с норвежкой Марит Бьёрген. Свою третью медаль, на этот раз серебряную, Пярмякоски завоевала в лыжном марафоне — гонках на 30 км классическим стилем.

## Результаты на крупнейших соревнованиях

### Зимние Олимпийские игры
| Олимпийские игры | Спринт | Командный спринт | 10 км | 7,5+7,5 км | 30 км | Эстафета |
| ---------------- | ------ | ---------------- | ----- | ---------- | ----- | -------- |
| 2010 Ванкувер    | —      | —                | 52    | —          | 25    | —        |
| 2014 Сочи        | —      | —                | 10    | 13         | 18    | 2        |
| 2018 Пхёнчхан    | 9      | 5                | 3     | 3          | 2     | 4        |
| 2022 Пекин       | —      | —                | 3     | 7          | 10    | 4        |

### Чемпионаты мира по лыжным видам спорта
| Чемпионат мира      | Спринт | Командный спринт | 10 км | 7,5+7,5 км | 30 км | Эстафета |
| ------------------- | ------ | ---------------- | ----- | ---------- | ----- | -------- |
| 2009 Либерец        | —      | —                | 37    | —          | —     | —        |
| 2011 Осло           | 16     | 2                | 5     | 31         | 11    | 3        |
| 2013 Валь-ди-Фьемме | 14     | 3                | 15    | 8          | DNF   | —        |
| 2015 Фалун          | —      | —                | 20    | 23         | —     | 3        |
| 2017 Лахти          | —      | —                | 7     | 2          | 6     | 3        |
| 2019 Зефельд        | —      | 7                | 4     | 8          | 11    | 6        |
| 2021 Оберстдорф     | —      | 7                | 13    | 13         | 8     | 3        |

## Личная жизнь
Муж Кристы — Томми Пярмякоски. Ранее он был личным физиотерпевтом гонщика Формулы-1 Себастьяна Феттеля, а также на профессиональном уровне занимался хоккеем в США и Финляндии.